# 加藤菜津
加藤 菜津（かとう なつ、2002年7月16日 - ）は、日本の女優。愛知県豊橋市出身。トライストーン・エンタテイメント所属。

## 略歴・人物
小学校時代にエキストラとしてドラマ『リーダーズ』に出演する。
中学～高校時代のオーデイション経験を経て、若手発掘育成プロジェクト『私の卒業』第3期のメンバー22人の中に選出される。
映画『ロストケア』に重要な役割で出演し、2024年2月11日に出身地の愛知県豊橋市で開催された、第22回とよはしまちなかスロータウン映画祭において自身の出演作品の上映およびゲストトークショーに参加した。
特技はバレーボール、似顔絵。趣味はギター。

## 出演

### テレビドラマ
- 真夏の少年〜19452020 （2020年7月31日 - 9月18日、テレビ朝日） - 三浦恵子 役[7]
- 奪い愛、高校教師 第2話（2021年12月28日、テレビ朝日） - 蘭子 役
- 鹿楓堂よついろ日和 第8・9話（2022年3月5日- 3月12日、テレビ朝日） - 角崎藍 役[8]
- 瑠璃も玻璃も照らせば光る （2022年12月27日、フジテレビ） - 梅田麻衣子 役[9]
- 女神の教室〜リーガル青春白書〜（2023年1月9日 - 3月20日、フジテレビ） - 大山くるみ 役[10]
- アイシー〜瞬間記憶捜査・柊班〜（2025年1月21日 - 3月25日、フジテレビ） - 柊陽菜 役[11]
- あらばしり 第6話・第7話（2025年2月14日・21日、読売テレビ） - 紗良 役[12]

### 映画
- 女子高生に殺されたい（2022年4月1日、監督：城定秀夫） - 木下マユ 役[13]
- ロストケア（2023年3月24日、監督：前田哲） - 足立由紀 役[14]
- ありきたりな言葉じゃなくて（2024年12月20日、監督：渡邉崇） - 玲香 役[15]

### ラジオドラマ
- 特集オーディオドラマ （NHK-FM）
  - 『うつくしい靴』（2024年12月21日）[16] - 不動産屋スタッフ、女性客 役